# محمود بن أبي القاسم بابر
ميرزا شاه محمود (ولدت عام 1446 م) كان حاكمًا تيموريًا لفترة وجيزة في هراة. كان ابن ميرزا أبو القاسم بابر بن بايسنقر ، الذي كان حفيدًا لتيمورلنك. تولي الشاه محمود بعد والده عند وفاته في 1457 وكان في سن ال 11. بعد أسابيع قليلة فقط، قام ابن عمه إبراهيم، ابن علاء الدولة بن بايسنقر، بطرده من هراة. فشل شاه محمود في إثبات نفسه في السنوات التالية، وتوفي في فترة ما بين عقد 1460.